# Mistrzostwa Polski w Tenisie Stołowym 2009
Mistrzostwa Polski w Tenisie Stołowym 2009 – 77. edycja mistrzostw, która odbyła się w dniach 6–8 marca 2009 roku w Ostródzie. W mistrzostwach kraju zadebiutowała triumfatorka Europa Top 12 2009 – Li Qian. 

## Medaliści
| Konkurencja             | Złoty                                                                          | Srebrny                                                                    | Brązowy |
| Gra pojedyncza mężczyzn | Artur Daniel (Bogoria Grodzisk Mazowiecki)                                     | Wang Zengyi (Bogoria Grodzisk Mazowiecki)                                  | Tomasz Lewandowski (AZS Politechnika Rzeszowska) Lucjan Błaszczyk (Zugbrücke Grenzau)                                                                                              |
| Gra pojedyncza kobiet   | Li Qian (Forbet Tarnobrzeg)                                                    | Xu Jie (GLKS Nadarzyn)                                                     | Natalia Partyka (SKTS Sochaczew) Antonina Szymańska (SKTS Sochaczew) |
| Gra podwójna mężczyzn   | Wang Zengyi (Bogoria Grodzisk Mazowiecki) Lucjan Błaszczyk (Zugbrücke Grenzau) | Jakub Kosowski (SV Pluederhausen) Jarosław Tomicki (Silesia Miechowice)    | Bartosz Szarmach (Condohotels Morliny Ostróda) Karol Szarmach (Condohotels Morliny Ostróda) Tomasz Lewandowski (AZS Politechnika Rzeszowska) Krzysztof Kaczmarek (Opoka Trzebinia) |
| Gra podwójna kobiet     | Xu Jie (GLKS Nadarzyn) Natalia Partyka (SKTS Sochaczew)                        | Marta Gołota (VfL Willach) Katarzyna Grzybowska (MKSTS Polkowice)          | Magdalena Szczerkowska (GLKS Nadarzyn) Klaudia Kusińska (GLKS Nadarzyn) Anna Janta-Lipińska (Bronowianka Kraków) Agata Pastor (AZS AJD Częstochowa)                                |
| Gra mieszana            | Filip Szymański (Post SV Hagen) Monika Pietkiewicz (Hannover 96)               | Alan Woś (AZS Politechnika Rzeszowska) Antonina Szymańska (SKTS Sochaczew) | Jakub Kosowski (Pluederhausen) Daria Łuczakowska (AZS Wrocław) Piotr Chmiel (AZS Politechnika Rzeszowska) Katarzyna Grzybowska (MKSTS Polkowice)                                   |